# Психологическая манипуляция

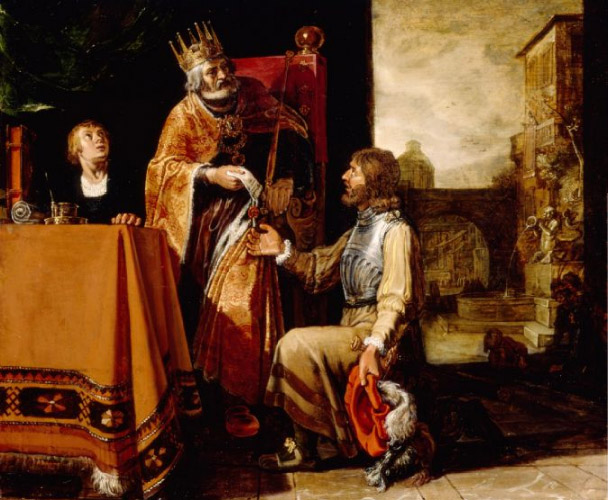
Питер Ластман, «Давид вручает письмо Урии» (1611).
«Манипулирование, будучи основным бедствием современного человека, универсально, бесконечно и вневременно. Мы, например, читаем в Ветхом Завете историю о том, как Давид, поражённый в самое сердце красотой жены Урии приказывает послать Урию на самую опасную битву. Давид надеется, что Урия погибнет, хотя не признаётся в этом даже себе» (Эверетт Шостром)

Психологи́ческая манипуля́ция — тип социального воздействия (или социально-психологический феномен), представляющий собой деятельность с целью изменить восприятие (или поведение) других людей при помощи скрытой, обманной, насильственной тактики в интересах манипулятора, можно привести аналогию с понятием психологическое мошенничество.
Поскольку такие методы продвигают интересы манипулятора за счёт других людей, они могут считаться[кем?] эксплуатационными, насильственными, нечестными, неэтичными. Социальное воздействие не во всех случаях бывает отрицательным, обычно считается[кем?] безвредным, если не является принудительным и уважает право человека принять его (или отклонить). В зависимости от контекста и мотивации социальное воздействие может являться скрытой (или открытой) манипуляцией.

## Место манипуляции в системе человеческих взаимоотношений
Согласно Е. Л. Доценко, все человеческие поступки можно расположить вдоль ценностной оси «отношение к другому как к ценности — отношение к другому как к средству». Первый полюс (субъектный) предполагает признание самоценности другого человека, наличия права быть таким, каков он есть. Эта установка выражается в стремлении к сотрудничеству, к установлению равноправных взаимоотношений, к совместному решению возникающих проблем, в готовности понять. Второй полюс (объектный), напротив, предполагает отношение к другому человеку как к орудию для достижения своих целей: нужен — привлечь, не нужен — отодвинуть, мешает — убрать. Такая установка конкретизируется в желании обладать, распоряжаться другим человеком, в непонимании и отсутствии попыток его понять, в упрощённом, одностороннем взгляде на него, основанном на стереотипных представлениях, расхожих суждениях.
Впрочем, далеко не все формы взаимодействия людей можно отнести к тому или другому из названных пунктов. Поэтому Е. Л. Доценко выделил пять типов взаимодействия:
- Доминирование. Характеризуется: 1) отношением к партнёру как к вещи или орудию достижения целей, чьи интересы не принимаются в расчёт; 2)  стремлением обладать, распоряжаться, иметь неограниченное одностороннее преимущество; 3) упрощённым, односторонним восприятием партнёра, наличием стереотипных представлений о нём; 4) наличием открытого императивного воздействия (от насилия до навязывания, внушения)[8].
- Манипуляция. Характеризуется: 1) отношением к партнёру как к «вещи особого рода» (тенденция к игнорированию его интересов и намерений присутствует, но не носит всеобъемлющий характер); 2) стремлением иметь одностороннее преимущество, сочетающимся с оглядкой на производимое впечатление; 3) наличием скрытого воздействия с привлечением не прямого, а опосредованного давления (обман, провокация, интрига)[9].
- Соперничество. Характеризуется: 1) отношением к партнёру как к опасному и непредсказуемому объекту, которого нельзя недооценивать; 2) стремлением переиграть его, «вырвать» одностороннее преимущество; 3) использованием как скрытого, так и открытого воздействия (отдельные виды «тонкой» манипуляции, тактические соглашения)[10].
- Партнёрство. Характеризуется: 1) отношением к партнёру как к равному; 2) стремлением не допустить ущерба себе при отсутствии ущемления чужих интересов; 3) применением способов  взаимодействия, а не воздействия (договор)[10].
- Содружество. Характеризуется: 1) отношением к партнёру как к самоценной личности; 2) стремлением к объединению, совместной деятельности для достижения близких или совпадающих целей; 3) применением согласия (консенсуса) в качестве основного способа взаимодействия[10].

Таким образом, в соответствии с классификацией Е. Л. Доценко, манипуляция предполагает неравноправные взаимоотношения, близких к доминированию, но отличающихся меньшей интенсивностью воздействия на психику партнёра.

## Условия успешной манипуляции
Согласно Джорджу Саймону (George K. Simon), успех психологической манипуляции прежде всего зависит от того, насколько манипулятор:
- обладает техниками обмана, скрывающие агрессивные намерения и поведение;
- знает психологические уязвимости жертвы, чтобы определить, какая тактика будет наиболее эффективной;
- имеет достаточный уровень жестокости, чтобы не беспокоиться о том, что нанесёт жертве ущерб в случае необходимости.

Следовательно, манипуляция остаётся чаще всего скрытой — реляционно-агрессивной (англ. relational aggression, вред наносится отношениям какого-либо человека с другими людьми, либо его социальному статусу) или пассивно-агрессивной.

## Как манипуляторы управляют своими жертвами

### Согласно Брейкер
Харриет Брейкер (Harriet B. Braiker) идентифицировала следующие основные способы, которыми манипуляторы управляют своими жертвами:
- положительное подкрепление — похвала, поверхностное очарование, поверхностное сочувствие («крокодиловы слёзы»), чрезмерные извинения; деньги, одобрение, подарки; внимание, выражения лица, такие как притворный смех или улыбка; общественное признание;
- отрицательное подкрепление — избавление от проблемной, неприятной ситуации в качестве награды.
- неустойчивое или частичное подкрепление — может создавать эффективный климат страха и сомнения. Частичное или неустойчивое положительное подкрепление может поощрить жертву упорствовать — например, в большинстве форм азартных игр игрок может выигрывать время от времени, но в сумме всё равно окажется в проигрыше;
- наказание — попрёки, крик, «игра в молчанку», запугивание, угрозы, брань, эмоциональный шантаж, навязывание чувства вины (guilt trip), угрюмый вид, нарочитый плач, изображение жертвы;
- травмирующий одноразовый опыт — словесное оскорбление, крики, взрыв гнева или другое пугающее поведение с целью установить господство или превосходство; даже один инцидент такого поведения может приучить жертву избегать противостояния или противоречия манипулятору.

### Согласно Саймону
Саймон идентифицировал следующие методы управления:
- Ложь — использование трудно определяемой во время высказывания лжи, когда зачастую правда может открыться впоследствии, когда будет слишком поздно. Единственный способ минимизировать возможность быть обманутым состоит в том, чтобы осознать, что некоторые типы личностей (особенно психопаты) — мастера в искусстве лжи и мошенничества, делают это систематически и, нередко, тонкими способами.
- Обман путём умолчания — очень тонкая форма лжи путём утаивания существенной доли правды. Эта техника также используется в пропаганде.
- Отрицание — манипулятор отказывается признать, что он или она сделал что-то не так.
- Обвинение в трусости - манипуляция глубинного слоя, затрагивающая психологические аспекты личности. Среди них: личное отношение к своему поведению и ситуации, общественное мнение и требуемые клише, трансгенерационные установки.[12]
- Рационализация — манипулятор оправдывает своё поведение обоснованиями и причинами, выглядящими на первый взгляд убедительно. Рационализация тесно связана со «спином» — формой пропаганды или пиара, см. спин-доктор.
- Минимизация — разновидность отрицания в совокупности с рационализацией. Манипулятор утверждает, что его поведение не является настолько вредным или безответственным, как полагает кто-то другой, например, заявляя, что насмешка или оскорбление были только шуткой.
- Избирательное невнимание или избирательное внимание — манипулятор отказывается обратить внимание на что-либо, что может расстроить его планы, заявляя нечто вроде «я не хочу этого слышать».
- Отвлечение — манипулятор не даёт прямой ответ на прямой вопрос и вместо этого переводит разговор на другую тему.
- Отговорка — подобна отвлечению, но с предоставлением не относящихся к делу, бессвязных, неясных ответов, с использованием неопределённых выражений.
- Скрытое запугивание — манипулятор заставляет жертву выполнять функцию защищающейся стороны, используя завуалированные (тонкие, косвенные или подразумеваемые) угрозы.
- Ложная вина — особый вид тактики запугивания. Манипулятор намекает добросовестной жертве, что она недостаточно внимательна, слишком эгоистична или легкомысленна. Это обычно приводит к тому, что жертва начинает испытывать негативные чувства, попадает в состояние неуверенности, тревоги или подчинения.
- Пристыжение — манипулятор использует сарказм и оскорбительные выпады, чтобы увеличить в жертве страх и неуверенность в себе. Манипуляторы используют эту тактику, чтобы заставить других чувствовать себя малозначимыми и поэтому подчиниться им. Тактика пристыжения может быть очень искусной, например, жесткое выражение лица или взгляд, неприятный тон голоса, риторические комментарии, тонкий сарказм. Манипуляторы могут заставить испытывать чувство стыда даже за дерзость оспаривать их действия. Это эффективный способ воспитать чувство неадекватности в жертве.
- Осуждение жертвы — по сравнению с любыми другими тактиками эта является наиболее мощным средством вынудить жертву быть защищающейся стороной, одновременно маскируя агрессивное намерение манипулятора.
- Исполнение роли жертвы («я несчастный») — манипулятор изображает себя жертвой обстоятельств или чьего-либо поведения, чтобы добиться жалости, сочувствия или сострадания и таким образом достичь желаемой цели[13]. Заботливые и добросовестные люди не могут не сочувствовать чужому страданию, и манипулятор зачастую легко может играть на сочувствии, чтобы добиться сотрудничества.
- Исполнение роли слуги — манипулятор скрывает корыстные намерения под видом служения более благородному делу, например, утверждая, что действует определенным способом из-за «повиновения» и «служения» Богу или другой авторитетной фигуре.
- Соблазнение — манипулятор использует очарование, похвалу, лесть или открыто поддерживает жертву, чтобы снизить её сопротивляемость и заслужить доверие и лояльность.
- Проецирование вины (обвинение других) — манипулятор делает жертву козлом отпущения, зачастую тонким, труднообнаружимым способом.
- Симуляция невиновности — манипулятор пытается внушить, что любой причинённый им вред был неумышленным, или что он не делал того, в чём его обвиняют. Манипулятор может принять вид удивления или негодования. Эта тактика заставляет жертву подвергнуть сомнению своё собственное суждение и, возможно, своё благоразумие.
- Симуляция путаницы — манипулятор пытается прикинуться глупцом, притворяясь, что не знает, о чём ему говорят, или что перепутал важный вопрос, на который обращают его внимание.
- Агрессивный гнев — манипулятор использует гнев, чтобы шокировать жертву и заставить подчиняться. В большинстве случаев этот аффект является наигранным; нередко он используется с целью маскировки неуверенности и беспокойства[14].
- Деклассирование — деклассирование жертвы, с последующей компенсацией со стороны жертвы за свою мнимую малозначимость, с выгодой для манипулятора.[источник не указан 499 дней]

### Согласно Доценко
По мнению Е. Л. Доценко, результат деятельности манипулятора во многом зависит от «аранжировки» его высказываний. Анализируя работы своих предшественников, исследователь выделил следующие средства информационного оформления, применяемые с целью психологического воздействия (в приводимых ниже примерах слова, несущие основную смысловую нагрузку, выделены курсивом):
- «Универсальные высказывания», которые заведомо не поддаются проверке, а, значит, не подлежат обсуждению: «все мужчины одинаковы», «на всякого мудреца довольно простоты».
- Расширенные обобщения (генерализации). Бывают как явными («вечно ты опаздываешь»), так и скрытыми («работы здесь на полчаса. Но ведь мы поручили её студентам…»; равнозначно высказыванию: «студенты не могут быстро выполнить даже лёгкую работу»).
- Апелляция к «общепринятой норме»: «вас что, не учили дверь за собой закрывать?»
- Неявное допущение: «как ты понимаешь, я не могу тебя выслушать».
- Маскировка под неявное допущение: «если ты такой умный, то почему ещё не разбогател?».
- Неопределённый референтный индекс: «учёными доказано...», «так думают все», «это известно уже давно», «…а другие родители это разрешают».
- Умножение действий, имён, ситуаций (негативная плюрализация[16]): «ох уж эти знатоки…» (реакция на критику со стороны одного человека), «из-за чего это у нас учителя увольняются?» (реакция на единичное увольнение).
- «Коммуникативный саботаж» — заведомое нарушение логики и эстетики акта коммуникации:
  - ответ вопросом на вопрос;
  - «тематическое переключение» («можно получить справку?» — «не повышайте на меня голос!»);
  - игнорирование отдельных суждений оппонента;
  - «жонглирование» словами оппонента и т. д.
- Размытость критерия: «я ставлю „пятёрки“ только самым усердным ученикам».
- Замещение субъекта действия: «потомки меня не поймут», «в твоём возрасте я был сообразительнее», «как мы сегодня себя чувствуем?» (в данном примере мощность психологического воздействия усилена при помощи пристройки «сверху»).
- Замена нейтральных понятий эмоционально-оценочными (и наоборот): «старое тряпьё» вместо «одежда, бывшая в употреблении», и т. д.
- Ложная аналогия (ложная метафора[17]). «вспомним <...> метафору рыночников: „нельзя быть немножко беременной“. Мол, надо полностью разрушить плановую систему и перейти к стихии рынка. Это совершенно ложная метафора. Ведь никакого подобия между беременностью и экономикой нет»[17].
- Применение модальных операторов долженствования и возможности: «ответ на мой вопрос должен знать любой студент», «невозможно понять, когда ты шутишь, а когда говоришь всерьёз».
- Подача противоречащих друг другу сообщений (приём вилки). Противоречие может крыться между словами и интонацией, между словами и ситуацией («напрасно я обременял тебя своими проблемами», — заявляет манипулятор, когда его трудности почти устранены) и т. д.
- Создание информационной неопределённости. Пример из фильма «Слуга»: манипулятор жалуется бывшему подчинённому на своего давнего врага, Романа Брызгина, и просит с этим человеком поговорить; поскольку подчинённый является организатором неудачного покушения на Брызгина, просьба приобретает двусмысленный характер.

## Уязвимости, эксплуатируемые манипуляторами
Манипуляторы обычно тратят немалое время на изучение особенностей и уязвимостей своей жертвы.
Согласно Брейкер, манипуляторы эксплуатируют следующие уязвимости («кнопки»), которые могут существовать в «жертвах»:
- страсть к удовольствиям
- склонность к получению одобрения и признания окружающих
- эмотофобия (Emotophobia) — страх перед отрицательными эмоциями
- нехватка самостоятельности (ассертивности) и способности сказать «нет»
- неясное самосознание (с расплывчатыми личными границами)
- низкая уверенность в своих силах
- внешний локус контроля

Уязвимости согласно Саймону:
- наивность — жертве слишком трудно согласиться с идеей, что некоторые люди хитры, нечестны и безжалостны, или она отрицает, что находится в положении преследуемого.
- сверхсознательность — жертва слишком сильно желает предоставить манипулятору презумпцию невиновности и принимает его сторону, то есть точку зрения преследующего жертву.
- низкая уверенность в себе — жертва не уверена в себе, ей недостаёт убеждённости и настойчивости, она слишком легко оказывается в положении защищающейся стороны.
- чрезмерная интеллектуализация — жертва слишком сильно пытается понять манипулятора и полагает, что у него есть некоторая понятная причина приносить вред.
- эмоциональная зависимость — жертва обладает подчинённой или зависимой индивидуальностью. Чем более жертва эмоционально зависима, тем более она уязвима для эксплуатации и управления.

Согласно Мартину Кантору (Martin Kantor), следующие люди уязвимы для психопатических манипуляторов:
- доверчивые — честные люди зачастую предполагают, что и все остальные честны. Они доверяются людям, которых едва знают, не проверяя документы и т. п. Они редко обращаются к так называемым экспертам;
- наивные — которые не могут поверить, что в мире (либо в каком-либо конкретном коллективе) существуют нечестные люди, или которые полагают, что если такие люди есть, им бы не позволили действовать;
- инфантильные — имеют неполноценные суждения и слишком доверяют преувеличенным рекламным обещаниям;
- альтруистичные — противоположность психопатическим; слишком честные, слишком справедливые, слишком чуткие;
- впечатлительные — чрезмерно поддающиеся чужому обаянию;
- импульсивные — принимают поспешные решения, например, о том, что купить или на ком жениться без консультации с другими людьми;
- склонные к мазохизму — нехватка чувства собственного достоинства и подсознательный страх позволяют использовать их в своих интересах. Они думают, что заслуживают этого из чувства вины;
- самовлюбленные — склонные к тому, чтобы влюбляться в незаслуженную лесть;
- жадные — жадные и нечестные могут стать жертвой психопата, который может легко соблазнить их действовать безнравственным способом;
- материалистичные — легкая добыча для ростовщиков и предлагающих схемы быстрого обогащения;
- экономные — не могут отвергнуть сделку, даже если знают причину, почему предложение настолько дёшево;
- зависимые — нуждаются в чужой любви и поэтому легковерны и склонны сказать «да» тогда, когда следует ответить «нет»;
- одинокие — могут принять любое предложение человеческого контакта. Психопат-незнакомец может предложить дружеские отношения за назначенную цену;
- пожилые — могут быть утомлёнными и менее способными к одновременному выполнению многих задач. Слыша рекламное предложение, они не успевают разглядеть мошенничество. Пожилые чаще склонны к финансированию неудачливых людей.

К особо уязвимым группам для психологических манипуляций относятся дети, подростки и молодые люди младших возрастов, которые ещё не имеют необходимого жизненного опыта и знаний, умений, навыков для противодействия манипуляциям. В целом возможности по сопротивлению манипуляциям с возрастом повышаются, достигая максимума к началу пожилого возраста, и далее в старости начинают, сначала слабо, потом все сильнее снижаться. В связи с этим защита детей, подростков, молодых людей младших возрастов и пожилых людей от действий манипуляторов требует особого внимания.
Для проведения манипуляций могут использоваться систематические ошибки мышления, такие как когнитивные искажения, либо логические уловки.

## Причины манипуляций и мотивы манипуляторов
По мнению Эверетта Шострома, в основе психологической манипуляции лежат следующие причины:
- Недоверие. Манипулятор не доверяет себе. Сознательно либо подсознательно он убеждён, что «его спасение в других», и поэтому «вступает на скользкий путь манипуляций, чтобы „другие“ всегда были у него на привязи»[20].
- Неспособность любить. «Нормальные отношения между людьми — это любовь. Любовь обязательно предполагает знание человека таким, каков он есть, и уважение его истинной сущности»[20]. Для манипулятора такие отношения невозможны, так как «туннельное восприятие» не позволяет ему правильно оценивать людей и их поступки. Кроме того, любовь — «победа, достичь которой нелегко», и человеку, который поленился её добиться, остаётся лишь одна альтернатива — «отчаянная, полная власть над другой личностью»[20].
- Чувство беспомощности. Многие манипуляторы пытаются управлять людьми из-за осознания собственной беспомощности: «Универсальным примером может служить мать, которая „заболевает“, когда не может справиться с детьми»[21].
- Боязнь тесных межличностных контактов. «Одним из основных человеческих страхов является страх затруднительного положения»[22]. Для манипулятора, болезненно переживающего свою неполноценность, такая фобия особенно характерна, поэтому он предпочитает близкому общению формализованное.
- Желание получить одобрение. Деятельность многих манипуляторов вызвана их зависимостью от бытующих в обществе стереотипов, один из которых можно сформулировать так: «нам необходимо получить одобрение всех и каждого»[22].

Возможные мотивы манипуляторов:
- потребность фактически любой ценой продвинуть свои собственные цели и личную выгоду,
- необходимость в приобретении чувства власти и превосходства над другими,
- желание и потребность чувствовать себя диктатором,
- получение господства над другими для того, чтобы поднять собственное самоуважение.
- желание поиграть, манипулируя жертвой, и получить удовольствие от этого,
- привычка, после постоянных манипуляций над жертвами,
- желание потренироваться и проверить действенность каких-либо приёмов.

## Отличительные особенности манипуляторов
Согласно Э. Шострому, отношение манипулятора к жизни и окружающим его людям покоится на четырёх «китах»:
- Ложь. Манипулятор демонстрирует не истинные чувства, а наигранные, «ломает комедию», разыгрывает роль, стремится произвести впечатление. Такая стратегия общения неизбежно приводит к эмоциональному оскудению: жизнь манипулятора превращается «в нелюбимую работу», он теряет возможность ею наслаждаться и испытывать глубокие чувства[24].
- Неосознанность. Для каждого манипулятора характерно «туннельное видение», когда человек воспринимает только то, что ему хочется воспринимать. Именно по этой причине манипуляторы оторваны от реальности, не могут адекватно оценить происходящие вокруг них события, не в состоянии понять цель и смысл своего существования[24].
- Контроль. «Манипулятор <…> очень любит управлять. Он не может без этого. Он раб этой своей потребности». Однако «чем больше он любит управлять, тем сильнее в нём потребность быть управляемым кем-то»[24].
- Цинизм. Манипулятор не доверяет ни себе, ни другим, а в глубине души не испытывает доверия к человеческой природе вообще. Лишённый способности любить, он относится к окружающим потребительски, воспринимая каждого из них как средство удовлетворения своих потребностей, а не как личность.

## Психологические характеристики манипуляторов
Как показало исследование Ю. В. Миловой, манипуляторы склонны к аддикциям, использованию защитных механизмов (в особенности — отрицания, замещения, регрессии), они экстернальны, склонны к соматическим заболеваниям, не склонны к самоактуализации, не спонтанны, не ориентированы на настоящее, не стремятся к достижению успеха.
Манипулятор может иметь следующие личностные расстройства:
- нарциссическое расстройство личности,
- пограничное расстройство личности,
- тревожное расстройство личности,
- зависимое расстройство личности,
- истерическое расстройство личности,
- пассивно-агрессивное расстройство личности,
- диссоциальное расстройство личности,
- нервозность Типа А.

## Базовые манипулятивные стратегии психопатов
Согласно Роберту Хейру (Robert Hare) и Полу Бабяку (Paul Babiak), психопаты постоянно находятся в поисках жертвы для своего мошенничества или обмана. Психопатический подход включает три фазы:

### 1. Фаза оценки
Некоторые психопаты — беспринципные, агрессивные хищники, которые обманут почти любого, кого встречают. В то же время другие более терпеливы, ожидая идеальную, наивную жертву, чтобы пересечь её путь. Некоторым психопатам нравится решать любые проблемы, в то время как другие охотятся только на тех, которые уязвимы. В каждом случае психопат постоянно оценивает потенциальную пригодность человека как источника денег, власти, секса или влияния. Во время фазы оценки психопат в состоянии определить слабые места потенциальной жертвы и будет их использовать с целью осуществления своего замысла.

### 2. Фаза манипуляции
Как только психопат определил свою жертву, начинается фаза манипуляции. В начале фазы манипуляции психопат формирует специальную маску, предназначенную для проведения манипуляций над жертвой. Психопат будет лгать, чтобы получить доверие своей жертвы. Отсутствие сопереживания и чувства вины позволяет психопату лгать безнаказанно; он не видит важности того, чтобы говорить правду, если это не поможет достичь желаемой цели.
По мере развития взаимоотношений с жертвой, психопат тщательно оценивает её личность. Личность жертвы даёт психопату картину оцениваемых черт и особенностей. Проницательный наблюдатель может обнаружить ненадёжности или уязвимости, которые жертва хотела бы минимизировать или скрыть от посторонних глаз. Как знаток человеческого поведения психопат начинает осторожно проверять внутреннюю сопротивляемость и потребности жертвы, и в конечном счёте строит личные отношения с жертвой.
Маска психопата — «личность», которая взаимодействует с жертвой — изготовлена из лжи, тщательно сотканной, чтобы завлечь жертву. Эта маска, одна из многих, создана с целью соответствия индивидуальным психологическим потребностям и ожиданиям жертвы. Преследование жертвы является по сути хищническим; оно нередко приводит к серьёзному финансовому, физическому или эмоциональному вреду для человека. Здоровые, реальные отношения строятся на взаимоуважении и доверии, на разделяемых честных мыслях и чувствах. Ошибочное мнение жертвы, что у психопатической связи есть любая из этих особенностей, является причиной успешности манипуляции.

### 3. Фаза расставания
Фаза расставания начинается, когда психопат решает, что жертва далее бесполезна. Психопат её покидает и переходит к следующей жертве. В случае романтических связей психопат обычно гарантирует себе отношения со следующей целью, прежде чем покинуть свою текущую жертву. Иногда у психопата бывает одновременно три человека, с кем он имеет дело — первый был недавно покинут и сохраняется лишь на случай неудачи с двумя другими; второй в настоящий момент является жертвой, и его в ближайшее время планируется покинуть; и третий, за кем ухаживает психопат, в ожидании расставания с текущей жертвой.

## Психологические манипуляции в мошенничестве
Приёмы психологических манипуляций широко применяются мошенниками. Психологические приёмы лежат в основе социальной инженерии, направленной на неправомерное получение персональной, банковской и другой конфиденциальной и чувствительной информации, для последующего её использования в различных мошеннических целях. К широко распространённым видам мошенничества, в основе которых лежат приёмы психологических манипуляций, относятся:
- продажа изделий медицинского назначения, якобы излечивающих неизлечимые болезни;
- «звонок близкого родственника»;
- установка ненужных датчиков утечки газа путём убеждения в их необходимости;
- поверка без необходимости счётчиков расхода воды;
- воровство денег и драгоценностей с помощью убеждения в необходимости снятия с них порчи.

## Распознавание психологической манипуляции
Согласно Е. А. Доценко, существуют два способа распознавания манипулятивной угрозы: 1) отслеживание изменений ситуации, порождённых технологией психологического воздействия, и 2) анализ механизмов этого воздействия. Первый способ основан на том, что общим признаком наличия манипулятивных попыток является нарушение пропорции тех или иных «переменных взаимодействия»:
- Дисбаланс в распределении ответственности —  мы неожиданно замечаем, что кому-то что-то «должны», «не оправдали» чьих-то надежд.
- Дисбаланс в соотношении выигрыша и платы — результат проделанной работы не соответствует затраченным усилиям (в данном случае необходимо предварительно исключить ошибки в планировании и реализации).
- Наличие силового давления.
- Дисбаланс элементов ситуации — необычность мишеней воздействия (новый знакомый держится с нами так, как будто знает нас очень давно) или необычность компоновки или подачи информации (собеседник делает акценты на второстепенных деталях того или иного вопроса, опуская при этом все важные подробности).
- Неконгруэнтность в поведении партнёра — различные каналы передают противоречивую информацию (уверенные слова собеседника контрастируют с нежеланием смотреть в глаза, суетливыми движениями рук).
- Склонность партнёра к стереотипизации наших действий — стремление привести их в соответствие с представлениями о поведении «настоящего мужчины», «честного гражданина» или с нашими предшествующими поступками («я знаю, ты никогда не нарушаешь своих обещаний…»).

Анализ механизмов манипулятивного воздействия, в свою очередь, предполагает отслеживание тех изменений, которые происходят не вокруг человека, а в нём самом. К таким изменениям следует отнести:
- Появление в поведении психических автоматизмов (в особенности если оно слишком частое или проявляется слишком ярко).
- Регрессию к инфантильным поведенческим реакциям: плач, агрессия, тоска и т. д. (в особенности если эти явления приурочены к конкретной ситуации).
- Дефицит времени, отпущенного на принятие решения (в данном случае важно понять, существует ли он объективно или создаётся умышленно).
- Состояние суженности сознания — общаясь с определённым человеком, мы замечаем, что разговор изобилует неизменяемыми формулировками, постоянно возвращается к одной и той же теме (или затрагивает ограниченный круг тем).
- Неожиданные изменения фоновых состояний: ухудшение настроения, раздражение, глухая обида и прочие сдвиги в сторону отрицательных эмоций (в особенности если они кажутся беспричинными). Такие психологические реакции нередко сигнализируют об ущербе, нанесение которого ощущает (пусть даже и неосознанно) жертва манипуляции.

Существенно облегчить распознавание манипулятивной угрозы помогают и так называемые «симптомы лжи», выделенные А. А. Закатовым в ходе изучения следственной практики и литературных источников:
- Наличие противоречий внутри сообщаемой собеседником информации; несоответствие её тем данным, которые мы собрали самостоятельно.
- Расплывчатость, неконкретность сведений.
- Чрезмерная скрупулёзность в описании событий, в особенности — отдалённых по времени (следствие заучивания предварительно подготовленной информации).
- Неодинаковая трактовка одних и тех же событий на разных этапах общения. Отсутствие объективных предпосылок (например, трагического события, приведшего к пересмотру жизненных ценностей) указывает, что собеседник либо забыл первоначальную версию, либо случайно проговорился.
- Настойчивое повторение тех или иных утверждений, не обусловленное нейтральными причинами (плохой слышимостью и т. п.).
- Появление в речи собеседника выражений и фраз, не характерных для его уровня развития, образования.
- Несоответствие между эмоциональным фоном собеседника и характером описываемого им события (рассказ о мелких бытовых неурядицах сопровождается возгласами отчаяния и заламыванием рук).
- Неоднократные, неуместные ссылки собеседника на собственную компетентность, добропорядочность, незаинтересованность и т. д.
- Уклонение от ответа на прямой вопрос или демонстрация непонимания.
- «Выпадение из памяти» личностно значимых событий, о которых собеседник не мог не знать. Установлено, в частности, что некоторые манипуляторы «хронически забывчивы, когда речь идёт о данных обещаниях»[14].

## Способы защиты от психологической манипуляции

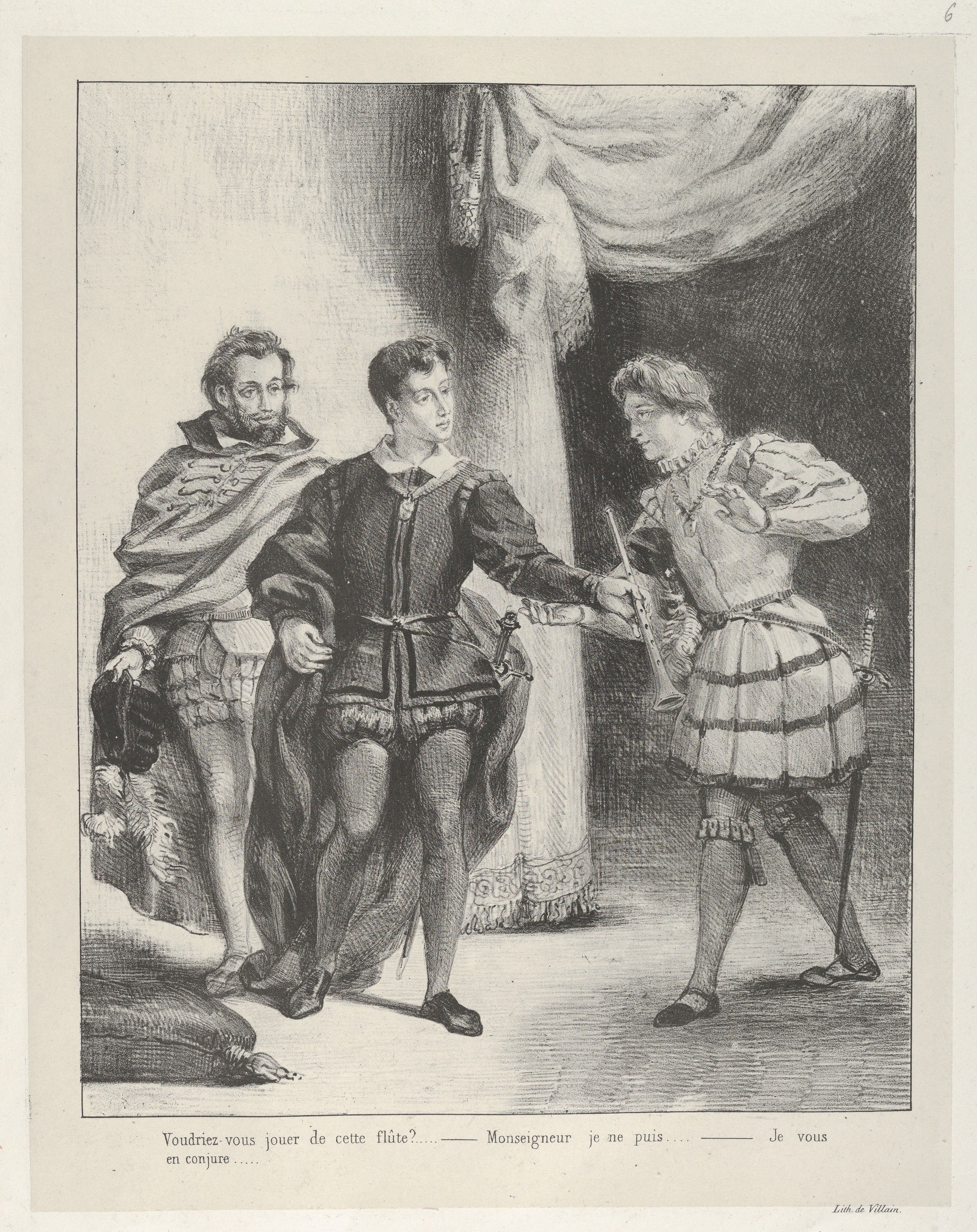
Ярким примером успешного противодействия манипуляции является поведение Гамлета в знаменитой сцене с флейтой («Гамлет», акт 3, сцена 2). Предложив Гильденстерну сыграть на этом инструменте, главный герой трагедии тем самым перехватил в свои руки инициативу в общении с манипулятором. После того как Гильденстерн отказался, Гамлет закрепил успех, открыто заявив об обнаружении манипулятивной угрозы: «Вы собираетесь играть на мне. <…> Что ж вы думаете, я хуже флейты?»

Действиям манипулятора можно противопоставить две защитных стратегии:
- Разрушение технологических элементов воздействия. Защитная активность этого типа направлена на борьбу с манипулятором и соотносится с такими элементами его технологии, как тайный характер воздействия и оказание психологического давления.
  - Способы вскрытия тайного влияния:
    - Выявление скрытых смыслов, мотивов и т. п.: «почему вы об этом заговорили?», «куда вы клоните?».
    - Тщательное отслеживание обмолвок, оговорок, перестановок акцентов и т. п.
    - Выстраивание смысловых и семантических барьеров: «твои объяснения очень непонятны».

  - Способы противодействия психологическому давлению:
    - Имитация (если манипулятор задал подчёркнуто медленный темп разговора, чтобы вымотать собеседника перед атакой, то адресат манипуляции может поддерживать беседу в ещё более медленном темпе[33]).
    - Изменение ситуационного поля (если манипулятор инициирует общение в замкнутом пространстве, целесообразно перенести разговор на улицу и т. п.).
    - Уклонение от психологического контакта с манипулятором.
    - Сокрытие переживаемых эмоций и чувств (этот приём не позволит манипулятору «обнаружить» истинные эмоции и чувства адресата манипуляции и оказать психологическое воздействие на них).
    - Уход от предсказуемости в поведенческих реакциях и действиях (если адресат манипуляции ведёт себя так, что его нельзя «просчитать», то манипулятор не сможет к нему подстроиться).
    - Применение статусной и ролевой защиты: «как женатый человек, я не могу себе этого позволить».
    - Временное прерывание контакта с манипулятором.
- Использование элементов воздействия в своих интересах. Защитная активность этого типа представляет собой целенаправленную трансформацию манипулятивного воздействия. Если манипулятор уводит разговор в сторону, адресат может «помочь» собеседнику и поддержать его, а затем вернуть беседу в прежнее русло. Если же манипулятор пытается путём намёков склонить к какому-то поступку, бывает полезно спросить в лоб, правильно ли понято его намерение и, опираясь на ответ оппонента, «согласиться» на такой вариант развития событий.

### Книги
на других языках
- Alessandra T. Non-Manipulative Selling, 1992.
- Barber B. K. Intrusive Parenting: How Psychological Control Affects Children and Adolescents, 2001.
- Bowman R. P., Cooper K., Miles R., Carr T. Innovative Strategies for Unlocking Difficult Children: Attention Seekers, Manipulative Students, Apathetic Students, Hostile Students, 1998.
- Bursten B. Manipulator: A Psychoanalytic View, 1973.
- Crawford C. The Politics of Life: 25 Rules for Survival in a Brutal and Manipulative World, 2007.
- Forward S. Emotional Blackmail, 1997.
- Groh A. Marketing & Manipulation, 2008. ISBN 978-3-8322-7018-6
- Klatte B., Thompson K. It’s So Hard to Love You: Staying Sane When Your Loved One Is Manipulative, Needy, Dishonest, or Addicted, 2007.
- McCoy D. The Manipulative Man: Identify His Behavior, Counter the Abuse, Regain Control, 2006.
- McMillan D. L. But He Says He Loves Me: How to Avoid Being Trapped in a Manipulative Relationship, 2008.
- Sasson J. E. Stop Negotiating With Your Teen: Strategies for Parenting Your Angry, Manipulative, Moody, or Depressed Adolescent, 2002.
- Stern R. The Gaslight Effect: How to Spot and Survive the Hidden Manipulation Others Use to Control Your Life, 2008.
- Swihart E. W. Jr., Cotter P. The Manipulative Child: How to Regain Control and Raise Resilient, Resourceful, and Independent Kids, 1998.

на русском языке
- Баукин А. В. Манипулирование сознанием: опыт социально-философского анализа // Дисс. на соиск. уч. ст. кандидат философских наук.— Москва, 2007
- Гарифуллин Р. Р. Иллюзионизм личности как новая философско-психологическая концепция / Р. Р. Гарифуллин. — Киев: Книга и К— Издательство Казань, 1997. — 404 с. — ISBN 5-87898-124-6 = Гарифуллин.
- Доценко Е. Л. Психология манипуляции: феномены, механизмы и защита / Е. Л. Доценко. — М.: ЧеРо — Издательство МГУ, 1997. — 344 с. — ISBN 5-88711-038-4. ,Архивная копия от 16 июля 2019 на Wayback Machine
- Кара-Мурза С. Г. Манипуляция сознанием. — М.: Эксмо, 2005. — 832 с. — ISBN 5-699-08331-6.
- Николаева Т. М. «Лингвистическая демагогия» // Лингвистика: Избранное. — М.: Языки славянской культуры, 2013. — С. 115—123. — 624 с. — ISBN 978-5-9551-0609-0.
- Шейнов В. П. Большая книга убеждения и манипулирования: приемы воздействия — скрытого и явного. — М.: Издательство АСТ, 2016. — 384 с. — ISBN 978-5-17-094051-6.
- Шипова А. В. Манипулирование сознанием и его специфика в современном обществе // Дисс. на соиск. уч. ст. кандидат философских наук.— Ставрополь, 2007
- Шостром Э. Анти-Карнеги, или Человек-манипулятор / Пер. с англ. А. Малышевой. — Минск: Полифакт, 1992. — 128 с.

### Статьи
- Aglietta M, Reberioux A, Babiak P. Psychopathic manipulation in organizations: pawns, patrons and patsies / Cooke A, Forth A, Newman J, Hare R (Eds) International Perspectives and Psychopathy // British Psychological Society, Leicester, 1996. pp. 12-17.
- Aglietta, M.; Reberioux, A.; Babiak, P. Psychopathic manipulation at work / Gacono, C.B. (Ed) The Clinical and Forensic Assessment of Psychopathy: A Practitioner’s Guide.— Erlbaum, Mahwah, NJ, 2000. pp. 287—311.
- Bursten B. The Manipulative Personality // Archives of General Psychiatry, 1972. Vol 26 No 4, pp. 318—321.
- Buss D. M., Gomes M., Higgins D. S., Lauterback K. Tactics of Manipulation // Journal of Personality and Social Psychology, 1987. Vol 52, No 6, pp. 1219—1279.
- Hofer P. The Role of Manipulation in the Antisocial Personality // International Journal of Offender Therapy and Comparative Criminology, 1989. ol. 33 No 2, pp. 91-101.
- Андросова М. И. Вербальное проявление скрытой агрессии // Молодой учёный. — 2014. — № 6. — С. 792—793.
- Милова Ю. В. Манипулирование как личностная патология // Электронный научно-практический журнал «Культура и образование». — Рязань : Рязанский заочный институт (филиал) федерального государственного бюджетного образовательного учреждения высшего профессионального образования «Московский государственный университет культуры и искусств», 2014. — № 11 (15). — С. 8.